# فون بيتس إنتراكتيف
فون بيتيس إنتراكتيف (بالإنجليزية: Fun Bits Interactive)‏ ، هي شركة أمريكية لتطوير ألعاب الفيديو وصناعة الترفيه، أسست الشركة سنة 2010م، وتقع مقرها في مدينة سياتل بولاية واشنطن الأمريكية.